# Claudio Rivalta
Claudio Rivalta (* 30. Juni 1978 in Ravenna) ist ein ehemaliger italienischer Fußballspieler und U-21-Nationalspieler. Er ist aktuell Trainer in der Jugendabteilung von Juventus Turin.

## Verein
Claudio Rivalta begann seine professionelle Karriere in der Spielzeit 1995/96 beim damaligen Serie-B-Ligisten AC Cesena. 1999 wechselte der Defensivspieler in die Serie A zum AC Perugia und kam dort in zwei Jahren 46 Mal zum Einsatz. 2001 ging Rivalta eine Klasse tiefer zu Vicenza Calcio, für das er 94 Spiele absolvierte und zwei Tore schoss.
2004 wechselte Rivalta zu Atalanta Bergamo in die Serie A, die Mannschaft stieg allerdings ab. In der Folgesaison trug er mit drei Toren in 32 Spielen zum sofortigen Wiederaufstieg seiner Mannschaft bei. Seit Januar 2009 stand Rivalta beim FC Turin unter Vertrag, mit dem er in der Serie B spielte. Im Jahr 2011 wechselte er zu Spezia Calcio, wo er ein Jahr später seine Laufbahn beendete.

## Nationalspieler
Claudio Rivalta hatte sein U-21-Länderspieldebüt am 3. Oktober 1996 gegen Moldawien. Es war ein 3:0-Sieg in einem Gruppenspiel der Qualifikation zur U-21 Europameisterschaft 1996. In den Kader schaffte er es allerdings nicht. Zur U-21-Europameisterschaft 2000 schaffte er es in den Turnierkader, aber er wurde nicht eingesetzt. Insgesamt absolvierte er 15 U-21-Länderspiele. Außerdem stand er im Kader der Olympischen Sommerspiele 2000, wo er bis ins Viertelfinale kam. Er absolvierte ein Spiel im letzten Gruppenspiel gegen Nigeria (1:1).

## Trainer
Claudio Rivalta ist seit 2014 als Trainer aktiv. Seine erste Trainerstation war die Jugendabteilung von Cesena FC. 2017 übernahm er die U-19 von Cesena FC und trainierte diese für eine Saison. Er erreichte mit seiner Mannschaft den dritten Tabellenplatz in der Primavera 2A und gelangte somit in die Playoffs um den Aufstieg. Dort unterlag sein Team allerdings bereits in der 1. Runde gegen SSC Bari U-19 mit 1:2. Nach längerer Pause übernahm er zur Saison 2021/22 die U-17 von SPAL. Er erreichte mit seinem Team den vierten Platz im Campionato Nazionale Under-17 - B. In den darauffolgenden Playoffs um den Aufstieg verlor sein Team in der 2. Runde mit 1:2 gegen Atalanta Bergamo U-17. Seit der Saison 2022/23 trainiert er die Jugendabteilung von Juventus Turin.

## Erfolge
- U-21-Europameister: 2000 (ohne Einsatz)

### Atalanta Bergamo
- Meister der Serie B: 2006

### Spezia Calcio
- Supercoppa (Serie C): 2012
- Meister der Serie C: 2012